# Poète officiel du Parlement du Canada

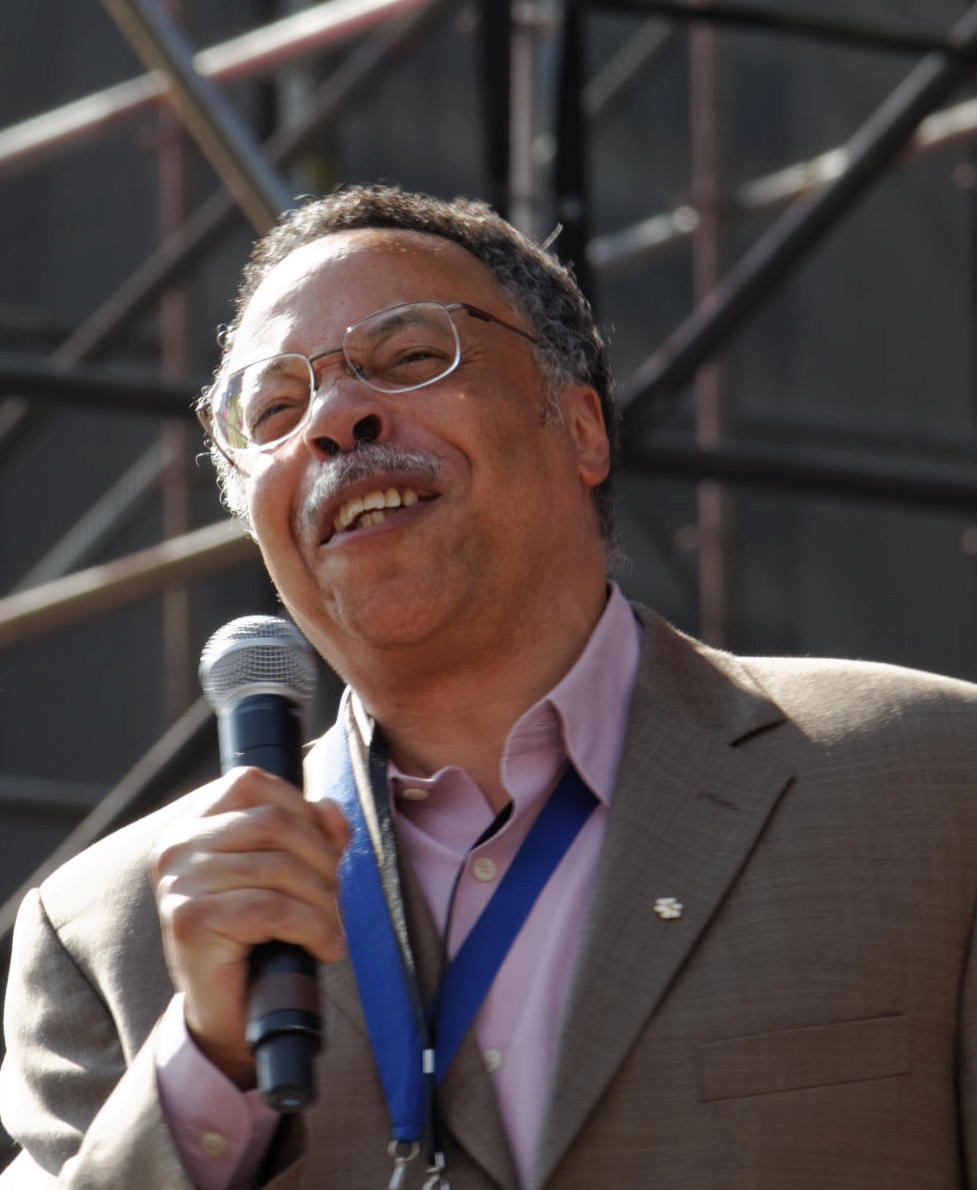
George Elliott Clarke, poète officiel du Parlement du Canada de janvier 2016 à janvier 2018.

Le poète officiel du Parlement du Canada est une fonction créée en 2001 par la Loi sur le Parlement du Canada. Le poète officiel est nommé pour deux ans par les présidents du Sénat et de la Chambre des communes et vise à « Encourager la littérature, la culture et la langue et en promouvoir l’importance au sein de la société canadienne » et à « Attirer l’attention des Canadiens sur la poésie, orale ou écrite, et sur son rôle dans leur vie. »

## Réglementation
Le poète officiel est nommé pour deux ans (en alternant poètes issus des communautés anglophones et francophones) par les présidents du Sénat et de la Chambre des communes après un appel à candidature ouvert. Les candidatures sont présélectionnées par un comité mixte.
Ce comité mixte est présidé par le Bibliothécaire parlementaire et composé du bibliothécaire et archiviste du Canada, du commissaire aux langues officielles et du président du Conseil des arts du Canada.
Le poste est rémunéré 20 000 $ par an, des frais de déplacement pouvant d'adjoindre pour un maximum annuel de 13 000 $.

## Fonction
Outre la médiation autour de la poésie, le Poète officiel du Parlement du Canada a aussi des fonctions précises :
- Rédiger des œuvres poétiques, notamment pour des cérémonies importantes au Parlement ;
- Parrainer des séances de lecture de poésie ;
- Conseiller le Bibliothécaire parlementaire dans la mise en avant de la collection et dans ses acquisitions, pour ce qui touche à la Culture.

Par ailleurs, le poète peut être appelé à d'autres fonctions à la demande d'un des présidents de chambres ou du bibliothécaire parlementaire.

## Historique
| Période   | Poète nommé           | Langue d'expression | Dates     |
| --------- | --------------------- | ------------------- | --------- |
| 2002-2004 | George Bowering       | Anglais             | 1935-...  |
| 2004-2006 | Pauline Michel        | Français            | 1944-...  |
| 2006-2008 | John Steffler         | Anglais             | 1947-...  |
| 2009-2011 | Pierre Desruisseaux   | Français            | 1945-2016 |
| 2011-2013 | Fred Wah              | Anglais             | 1939-...  |
| 2014-2016 | Michel Pleau          | Français            | 1964-...  |
| 2016-2017 | George Elliott Clarke | Anglais             | 1960-...  |
| 2018-2019 | Georgette LeBlanc     | Français            | 1977-...  |
| 2020-...  | Louise Bernice Halfe  | Anglais             | 1953-...  |